# Revištský rybník
Revištský rybník je chráněný areál v oblasti Štiavnické vrchy.
Nachází se v katastrálním území města Žarnovica v okrese Žarnovica v Banskobystrickém kraji. Území bylo vyhlášeno či novelizováno v roce 1992 na rozloze 23,6467 ha. Ochranné pásmo nebylo stanoveno.